# Nouvelle-Hanovre
Au XIXe siècle, la Nouvelle-Hanovre (aussi appelée Nouveau-Hanovre) désignait aussi la côte de la Colombie-Britannique depuis l’extrémité nord du détroit de Géorgie jusqu’à l’archipel Alexandre de l’Alaska.
La Nouvelle-Hanovre est une île volcanique, baptisée de ce nom en 1767 par le navigateur anglais Philip Carteret et également appelée Lavongai, du nom d'une localité sur la côte sud où s'est implantée une importante mission catholique ainsi qu'un poste du gouvernement australien, au milieu du XXe siècle.

## Géographie
L'île se situe en mer de Bismarck, dans la province de Nouvelle-Irlande,  en Papouasie-Nouvelle-Guinée. Elle fait partie de l'archipel Bismarck. Elle couvre une surface de 1 190 km2 avec 5 000 habitants en 1960. On y parlé le tungag. Son point culminant est le mont Deimiling, qui s'élève à 880 m.

## Faune
Elle héberge deux espèces de mammifères appartenant à l'ordre des chiroptères (chauve-souris) : Nyctimene albiventer et Rousettus amplexicaudatus.